# 夏の夜は三たび微笑む
『夏の夜は三たび微笑む』（なつのよるはみたびほほえむ、スウェーデン語: Sommarnattens leende、英語: Smiles of a Summer Night）は、1955年製作のスウェーデン映画。イングマール・ベルイマン監督作品。ある夏の夜に、郊外の別荘に集まった男女数組の心の機微を描いたロマンティック・コメディ。

## 概要
『第七の封印』や後年の「神の沈黙」三部作などのように哲学的なテーマを取り扱った難解な映画が多いとされるベルイマンの作品群の中で、『夏の夜は三たび微笑む』はその明快なプロットと洗練されたユーモアでややもするとわかりやすい、通俗的な作品であると評されがちである。これは本作品の製作前にベルイマンのプロデューサーが、もし次回作が興行的に失敗したら二度と映画を作れなくなると脅しを掛けたからであると言われている。金銭的な危機のみならず、ベルイマン本人の慢性的な胃痛、女優のハリエット・アンデルセンとの破局など様々なトラブルの中で撮影された本作品であるが、完成するとスウェーデン国内で予想外の大成功を収めた。
本作品は公開当時からスウェーデン国外での評価も高く、翌1956年の第9回カンヌ国際映画祭のパルム・ドールにノミネートされた。結局パルム・ドールの受賞は逃したものの、同年に特設された「詩的ユーモア賞」（仏語：Prix de l'humour poétique）を受賞、ベルイマンは一躍国際的な知名度を高めることになった。
ベルイマンは後年この作品の興行的成功で、次回作以降彼の意向に沿った映画を製作することが出来るようになったと述懐している。

## ストーリー
ある夏の午後、著名な弁護士であるフレデリック・エーゲルマンは、かつて愛人であった女優デジレ・アームフェルトの母親の別荘を訪れることになった。別荘へ向かうフレデリックに、彼の若妻アンと成人した息子ヘンリック、息子の思い人である女中ペトラも同行する。
そこに招かれたのはエーゲルマン一家の他に現在のデジレの愛人であるマルコム伯爵、アンの友人でもある伯爵夫人シャーロッテなど一癖も二癖もある連中ばかり。いずれも、現在のパートナーと上手くいっていないという共通の悩みを抱えている。
アンと未だに肉体関係に至らないことを思い煩うフレデリック、フレデリックと縒りを戻そうとするデジレ、デジレを独占しようとするマルコム伯爵、伯爵を愛しながらも報われないシャーロッテ、シャーロッテのことを心配するアン、ペトラに振られアンに心を動かされているヘンリック。それぞれが様々な思惑を抱きながら、長い夏の夜は更けていく。

## キャスト
- ウーラ・ヤコブソン：アン・エーゲルマン
- エヴァ・ダールベック：デジレ・アームフェルト
- ハリエット・アンデルセン：ペトラ
- グンナール・ビョルンストランド：フレデリック・エーゲルマン
- ヤール・キューレ：マルコム伯爵

## トリビア
- ベルイマン本人は自分の映画がカンヌ国際映画祭に出品されたことさえ知らなかった。ベルイマンはトイレで「スウェーデンの映画がカンヌで成功を収めた」という新聞記事を読んで初めてそれが自分の作品のことであると知ったという[2]。

- 1973年に初演されたスティーヴン・ソンドハイム作詞・作曲のミュージカル『リトル・ナイト・ミュージック』（原題：A Little Night Music）は、本作品にインスパイアされた作品である。

- 2005年にはアメリカの雑誌TIMEによって映画ベスト100中の1本に選ばれた[3]。